# Tayloria sandwicensis
Tayloria sandwicensis är en bladmossart som beskrevs av Brotherus 1903. Tayloria sandwicensis ingår i släktet trumpetmossor, och familjen Splachnaceae. Inga underarter finns listade i Catalogue of Life.